# Kate Walker
Kate Walker, född 1938, är en brittisk konstnär.
Walker arbetar med bland annat textil och papper samt med installationer och performance. Hon är en av de främsta företrädarna för den feministiska konsten i Storbritannien. Hon har varit deltagare i en rad kollektivprojekt inom konsten, till exempel Feministo, vilket hon startade 1974.